# Adalbert Theodor Michel
Adalbert Theodor Michel (* 15. April 1821 in Prag; † 30. August 1877 in Morschach-Axenfels) war ein österreichischer Rechtswissenschaftler, Politiker und Hochschullehrer.

## Leben
Michel absolvierte als Konviktszögling in Prag das Gymnasium und nahm anschließend das Studium der Rechtswissenschaft an der Universität Prag auf. Dort wurde er am 18. Dezember 1844 zum Dr. iur. promoviert. Es folgte ein Aufenthalt in Wien, bevor er 1847 als Dozent an die Universität Krakau kam. Aufgrund der politischen Wirren kehrte er jedoch bereits 1848 nach Prag zurück. 1849 lehrte er als Supplement an der Universität in Prag, bevor er 1850 einem Ruf als Professor an die Universität Olmütz folgte. Im akademischen Jahr 1853/1854 war er Rektor der Universität. Mit Auflösung der Hochschule kam er 1855 als Professor an die Universität Innsbruck.
Michel folgte 1858 einem weiteren Ruf als ordentlicher Professor des bürgerlichen Rechts und des Bergrechts an die Universität Graz. Dort hatte er 1860/1861, 1869/1870 und 1876/1877 das Amt des Dekans inne und 1867/1868 war er Rektor der Hochschule.
Michel wurde zunehmend auch in der Stadtgesellschaft von Graz aktiv. Ab 1870 war als Gemeinde- und Stadtrat tätig und wurde zudem durch die Grazer Handels- und Gewerbekammer als Landtagsabgeordneter in den Landtag Steiermark entsendet. Dort konnte er zunehmend an Einfluss gewinnen. Er wurde Mitglied in diversen Ausschüssen, zuletzt im Landesausschuss, durch den ihm das Referat über sämtliche Gesetzgebungs- und Landeskulturangelegenheiten übertragen wurde.
Michel starb auf einer Ferienreise an den Vierwaldstättersee.

## Werke (Auswahl)
- Die Darstellung der Gewährleistung nach dem österreichischen Privatrechte, Prag 1849.
- Sammlung der neuesten auf das österreichische Allgemeine Privatrecht sich beziehenden Gesetze und Verordnungen, Prag 1850.
- Handbuch des allgemeinen Privatrechtes für das Kaiserthum Österreich, Olmütz 1853.
- Grundriss des heutigen österreichischen allgemeinen Privatrechtes, Olmütz 1856.
- Österreichs Eisenbahnrecht, Wien 1860.
- Beiträge zur Geschichte des österreichischen Eherechtes, 2 Bände, Graz 1870–1871.